# 2015–2016-os magyar férfi vízilabda-bajnokság (másodosztály)
A 2015-2016-os OB I/B-t a Magyar Vízilabda-szövetség írta ki 95. alkalommal és 20 csapat részvételével bonyolítja le. A bajnokság 2015. szeptember 19-én rajtolt és 2016. június 25-én ért véget. 
A címvédő a MVLC Miskolci Vízilabda Club.

## A bajnokságban szereplő csapatok
A másodosztályban szerepel a harmadosztály bajnoka, az  MTK és második helyezettje a Kaposvári VK is.

## Sorsolás
A sorsolást 2015. augusztus 31-én 12:00 órakor kerül sor az MVLSZ Székházában.

## A bajnokság rendszere
A bajnokságot 20 csapat részvételével rendezik meg, és két fő részből áll: alapszakaszból és az egyes helyezésekről döntő rájátszásból.